# Sønder Havnegade
Sønder Havnegade er en gade i Sønderborg. Gaden er 250 meter lang og går langs Alssund fra Kirkebakken i nord til Sønderbro i syd lige før Sønderborg Slot. Gaden er brostensbelagt med nedsat fartbegrænsning. I gaden findes der flere restauranter og den er et populært turistmål i sommerperioden, og fra 2021 er gaden hver juli og august omdannet til gågade.

På grund af sin beliggenhed, har gaden flere gange været oversvømmet.
I den nordligste ende lå tidligere margarineproducenten Solofabrikken.
- Udsigt over Sønder Havnegade mm fra Kong Christian den X's Bro
- Ved den sydlige ende af Sønder Havnegade ligger Søndertorv
- Nr 10
- Nr 12-16
- Nr 16-18
- Nr 20
- Nr 24
- Passage til Søndergade hvorfra man via "Den spanske trappe" kan komme til Bjerggade